# 直嘴隐蜂鸟
直嘴隐蜂鸟（学名：Phaethornis bourcieri）是雨燕目蜂鸟科的一种鸟类。
直嘴隐蜂鸟体重约4.3克，翼长约55毫米，嘴峰长约33.4毫米，喙宽度约2.6毫米，喙厚度约2.6毫米，跗蹠长约3.8毫米，尾长约57毫米。直嘴隐蜂鸟在其分布区内为留鸟，其栖息在密集的高大树木组成的森林中，食性为草食性，主要食物来源是植物的花蜜。

## 亚种
- ：分布于哥伦比亚东部至委内瑞拉南部、圭亚那、巴西北部和秘鲁北部。
- ：分布于亚马逊河以南的巴西，曾被视为单独的物种。[4]